# 郭佳信
郭佳信（英語：Ronald J. Boccieri，1931年—2015年4月30日），美國玛利诺外方传教会神父，1968年到1979年任臺灣彰化縣埔心鄉羅厝天主堂神父。

## 生平
郭佳信出生於紐約市，原名Ronald J. Boccieri，以美國海軍陸戰隊參加過韓戰後才入入神學院。1962年6月，郭佳信、宋天祿、朱世宮、吳叔平等瑪利諾會神父，從美國搭船到臺灣。1968年，瑪利諾教會派郭佳信為出任埔心羅厝天主堂本堂神父。郭佳信除傳教，也教村民學習工藝。在其任內，1975年埔心羅厝天主堂改為美國鄉村式建築。

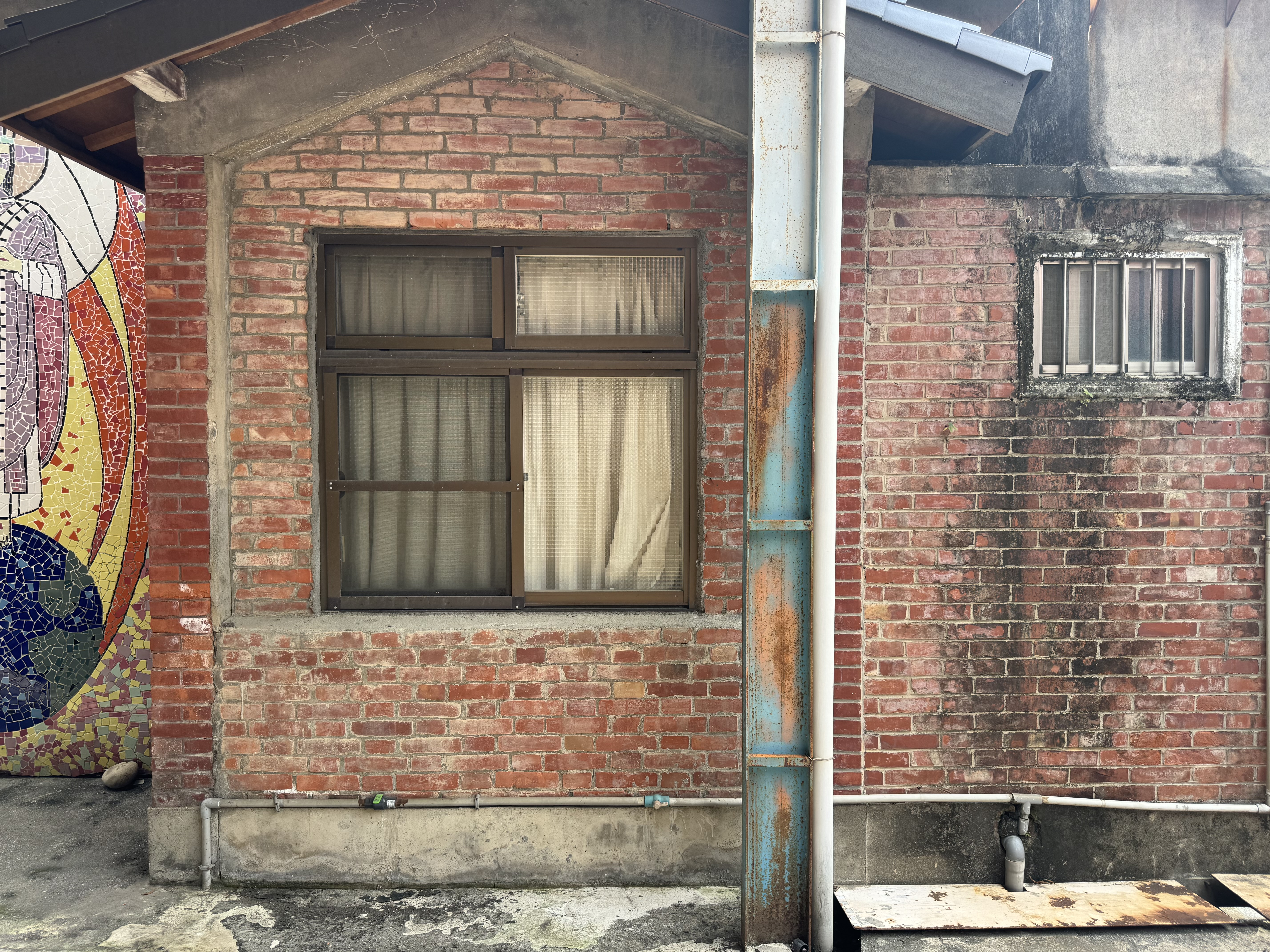
埔心羅厝天主堂陳菊躲藏處

1978年，陳菊因陸續傳遞政治犯名單及雷震文稿到海外，被臺灣警備總司令部列名追緝。當年6月，神父秦化民、郭佳信將陳菊窩藏在教堂。陳菊就被藏在埔心羅厝天主堂後花園的修女院內。據郭佳信說法，之所以收留，是因覺得陳菊是位關心社會時局、有民主意識的年輕人，但僅數天即遭人密報被捕。當時，郭佳信告訴陳菊，保護有難者免遭迫害，是實踐他的信仰，且自己是美國人頂多被驅逐出境。6月23日，陳菊遭捕。羅厝村教友許仁弘回憶，當日全村大斷電，街頭佈滿便衣情治人員。神父隨即打電話給美国驻华大使安克志，以求救援陳菊。陳菊被收押十三天後，警總在海內外壓力釋放她。
1979年，郭佳信回美國進修後，多年來被中華民國政府禁止入境。許多教友和村民也被牽連，讓傳教工作幾乎難以繼續，使得接替的葉光世神父到任第一件事就是在教會升中華民國國旗。
郭佳信住在紐約上州期間，向黨外人士建議找一位可帶動臺籍美國人的人士以在臺灣建立民進黨。1987年，陳菊與郭佳信於紐約重逢。
1994年，經由時任立法委員的姚嘉文交涉，已六十四歲的郭佳信終於獲准回臺灣，並於12月31日到民進黨溪湖鎮黨部拜訪，由主委陳光華接待。2000年11月25日，羅厝天主堂開教一百廿五周年，郭佳信再度從美國前來參加。2003年12月6日，郭佳信、唐培禮到臺灣參加臺灣民主基金會「感恩與巡禮」國際人權日系列活動。
2015年4月30日，郭佳信去世。2021年4月28日，前國史館臺灣文獻館館長劉峰松舉行《重返歷史現場—2》新書發表會時說，郭佳信收留陳菊是「人性光輝」的彰顯，光這一點就足以寫入地方史冊。